# Antoni Rogoza
Antoni Rogoza (ur. 23 stycznia 1934 w Krakowie, zm. 15 lutego 2017) – polski piłkarz grający na pozycji napastnika oraz trener.

## Życiorys
W 1947 rozpoczął treningi w TS Wisła Kraków, debiutując w pierwszym składzie w 1951 (w tym sezonie Wisła zajęła 1. miejsce w I lidze). W kolejnych latach należał do najlepszych strzelców Wisły, z którą związany był do 1961. Rogoza był również młodzieżowym reprezentantem Polski. Po zakończeniu występów w barwach Wisły, jeszcze w 1961 występował w barwach BKS-u Stal Bielsko-Biała. W latach 1962–1963 był zawodnikiem Śląska Wrocław, w 1963 – Hutnika Nowa Huta, w 1966 – Hutnika Trzebinia, w 1967 – Zwierzynieckiego Kraków, zaś w latach 1967–1975 – Chicago Eagles, którego był trenerem po zakończeniu kariery zawodniczej.
W ciągu swojej kariery zawodniczej Antoni Rogoza strzelił 29 goli w 95 meczach I ligi.
Jego grób znajduje się w Krakowie na Cmentarzu Salwatorskim, sektor SC2-2-20.

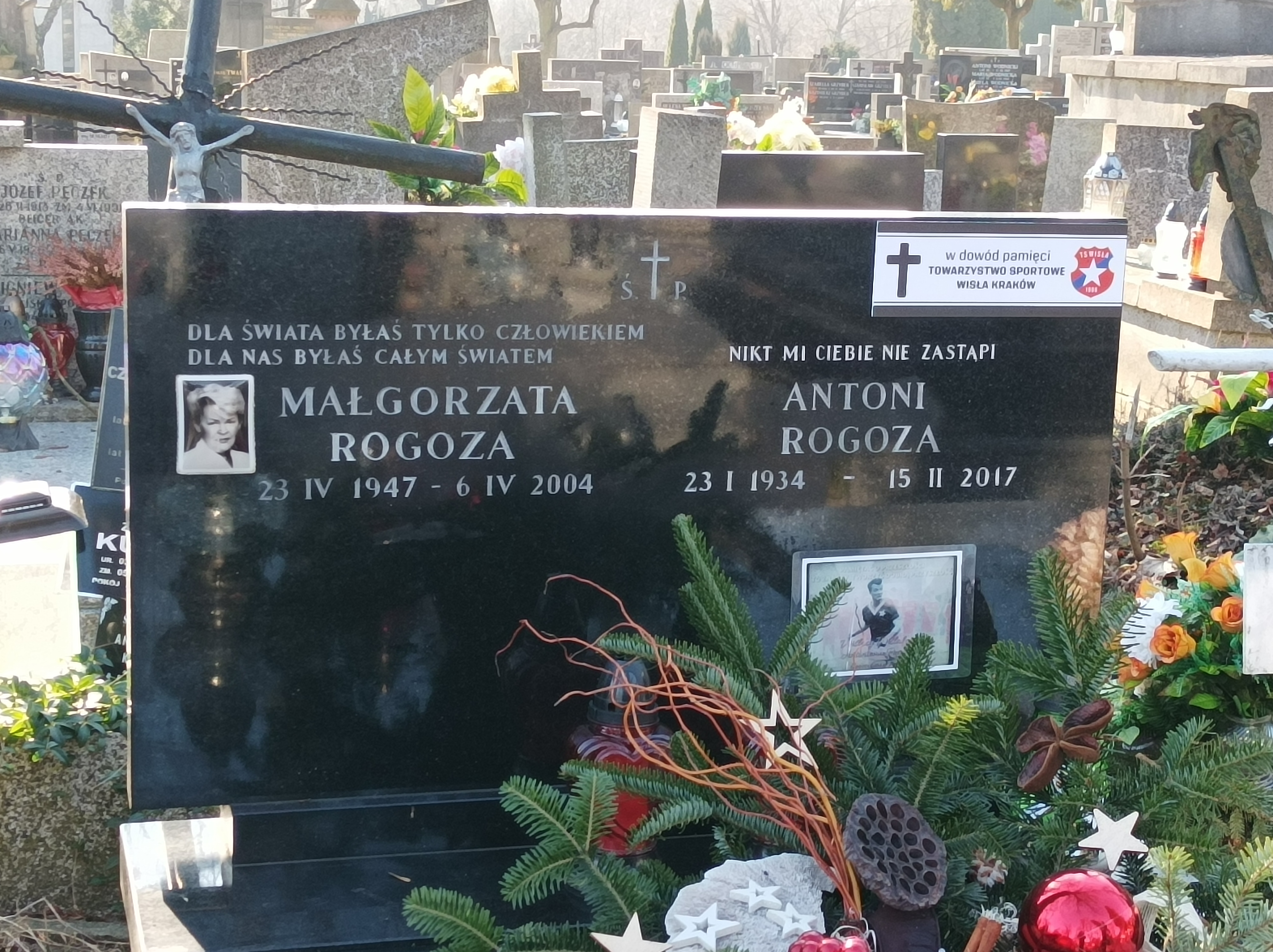
Grób Antoniego Rogozy na Cmentarzu Salwatorskim